# Diane Cilento
Diane Cilento (Brisbane, 2 aprile 1932 – Cairns, 6 ottobre 2011) è stata un'attrice australiana.

## Biografia
Figlia di Sir Raphael Cilento (1893-1985), di origini italiane, in quanto il bisnonno di Diane, Salvatore, emigrò da Napoli nel 1855) e di Lady Phillys Dorothy McGlew (1894-1987), due eminenti medici australiani, nonché nipote del primo esportatore di orzo e mercante Charles Thomas McGlew (1870-1931) e bis-nipote dell'inventore e geometra minerario Cornelius Stanley McGlew (1839-1924), scopritore di un enorme giacimento di stagno che gli valse una strada nel Queensland, McGlew Street, fin da ragazzina Diane Cilento desiderò diventare attrice, riuscendo a intraprendere gli studi di recitazione quando si trasferì in Inghilterra nei primi anni cinquanta. 
Dopo alcuni ruoli teatrali venne notata dal produttore Alexander Korda che le fece firmare un primo contatto quinquennale. Attrice di discreto successo durante il decennio, raggiunse l'apice della carriera quando il regista Tony Richardson, colpito dal suo talento e dalla sua bellezza, la scelse per interpretare il ruolo di Molly in Tom Jones (1963), che le fece ottenere la candidatura all'Oscar alla miglior attrice non protagonista, e le consentì di raggiungere così il successo internazionale. L'attrice, che aveva già alle spalle un primo matrimonio con Andrea Volpe, un italiano dal quale ebbe la figlia Giovanna, accrebbe ulteriormente la propria fama quando sposò, nel 1962, il celebre attore Sean Connery, dal quale ebbe il figlio Jason, nato nel 1963.
Malgrado alcuni ruoli in produzioni di rilievo come Il tormento e l'estasi (1965), accanto a Charlton Heston, e Hombre (1967), al fianco di Paul Newman, la carriera della Cilento iniziò a declinare e anche il matrimonio con Connery terminò con il divorzio nel 1973. L'attrice continuò successivamente a lavorare sia per il cinema che per il piccolo schermo, seppur in maniera sporadica. Tra le sue apparizioni televisive è da ricordare quella nell'episodio Una strana famiglia, nella serie Attenti a quei due (1971), nel ruolo di Kate Sinclair.
Nel 1985 sposò lo sceneggiatore e drammaturgo Anthony Shaffer, conosciuto sul set dell'horror The Wicker Man (1973), di cui lui era autore della sceneggiatura. Il matrimonio durò fino alla morte di Shaffer nel 2001. Nei primi anni 80, tornata a vivere in Australia, costruì un teatro all'aperto chiamato "Karnak".
L'attrice morì di cancro nel 2011 ed è sepolta accanto al terzo marito nel cimitero di Highgate, a Londra.

## Filmografia

### Cinema
- Le avventure del capitano Hornblower, il temerario (Captain Horatio Hornblower R.N.), regia di Raoul Walsh (1951) (voce, non accreditata)
- All Hallowe'en, regia di Michael Gordon (1952)
- Nick non sparare (Wings of Danger), regia di Terence Fisher (1952)
- Moulin Rouge, regia di John Huston (1952) (non accreditata)
- Meet Mr. Lucifer, regia di Anthony Pellissier (1953)
- Passing Stranger, regia di John Arnold (1954)
- Il cargo della violenza (Passage Home), regia di Roy Ward Baker (1955)
- Una donna per Joe (The Woman for Joe), regia di George More O'Ferrall (1955)
- The Angel Who Pawned Her Harp, regia di Alan Bromly (1956)
- The Passionate Stranger, regia di Muriel Box (1957) (non accreditata)
- L'incomparabile Crichton (The Admirable Crichton), regia di Lewis Gilbert (1957)
- The Truth About Women, regia di Muriel Box (1957)
- Super Jet 709 (Jet Storm), regia di Cy Endfield (1959)
- La morsa (The Full Treatment), regia di Val Guest (1960)
- Il dubbio (The Naked Edge), regia di Michael Anderson (1961)
- Il delitto della signora Allerson (I Thank a Fool), regia di Robert Stevens (1962)
- Tom Jones, regia di Tony Richardson (1963)
- Il terzo segreto (The Third Secret), regia di Charles Crichton (1964)
- Rattle of a Simple Man, regia di Muriel Box (1964)
- Once Upon a Tractor, regia di Leopoldo Torre Nilsson (1965)
- Il tormento e l'estasi (The Agony and the Ecstasy), regia di Carol Reed (1965)
- Hombre, regia di Martin Ritt (1967)
- Negatives, regia di Peter Medak (1968)
- Un mondo maledetto fatto di bambole (Z.P.G.) regia di Michael Campus (1972)
- Gli ultimi 10 giorni di Hitler (Hitler: The Last Ten Days), regia di Ennio De Concini (1973)
- The Wicker Man, regia di Robin Hardy (1973)
- Big Toys, regia di Chris Thomson (1980)
- Duet for Four, regia di Tim Burstall (1982)
- For the Term of His Natural Life, regia di Rob Stewart (1983)
- The Boy Who Had Everything, regia di Stephen Wallace (1985)

### Televisione
- A Tomb with a View, regia di Lance Sieveking – film TV (1951)
- The Alcoa Hour – serie TV, episodio 1x02 (1955)
- Anna Christie – film TV (1957)
- Missione segreta (Espionage) – serie TV, episodio 1x10 (1963)
- Dial M for Murder, regia di John Llewellyn Moxey – film TV (1967)
- Attenti a quei due (The Persuaders!) – serie TV, episodio 1x21 (1972)
- Halfway Across the Galaxy and Turn Left – serie TV, 6 episodi (1993-1994)

## Riconoscimenti
- Premio Oscar
  - 1964 – Candidatura alla miglior attrice non protagonista per Tom Jones

## Doppiatrici italiane
- Rosetta Calavetta ne L'incomparabile Crichton, Il dubbio
- Rita Savagnone ne Il tormento e l'estasi, Hombre
- Dhia Cristiani ne Il cargo della violenza
- Elda Tattoli in Tom Jones
- Fiorella Betti ne Il terzo segreto
- Germana Dominici in Attenti a quei due